# Partido de San Fernando
San Fernando es uno de los 135 partidos de la provincia de Buenos Aires, Argentina. Se encuentra ubicado en la zona norte del Gran Buenos Aires. Es considerada la capital de la náutica argentina  debido a la gran presencia de astilleros y clubes náuticos.
El 2,3 % de su territorio es urbano y continental, y limita con los partidos de San Isidro y Tigre. El resto de su superficie es insular (902,7 km²), y se encuentra en el Delta del Paraná. Su cabecera es la localidad homónima de San Fernando.
Es sede del Aeropuerto Internacional de San Fernando, que opera vuelos charters y diplomáticos a países aledaños y provincias del interior argentino, sirviendo especialmente a la zona norte del Gran Buenos Aires. 

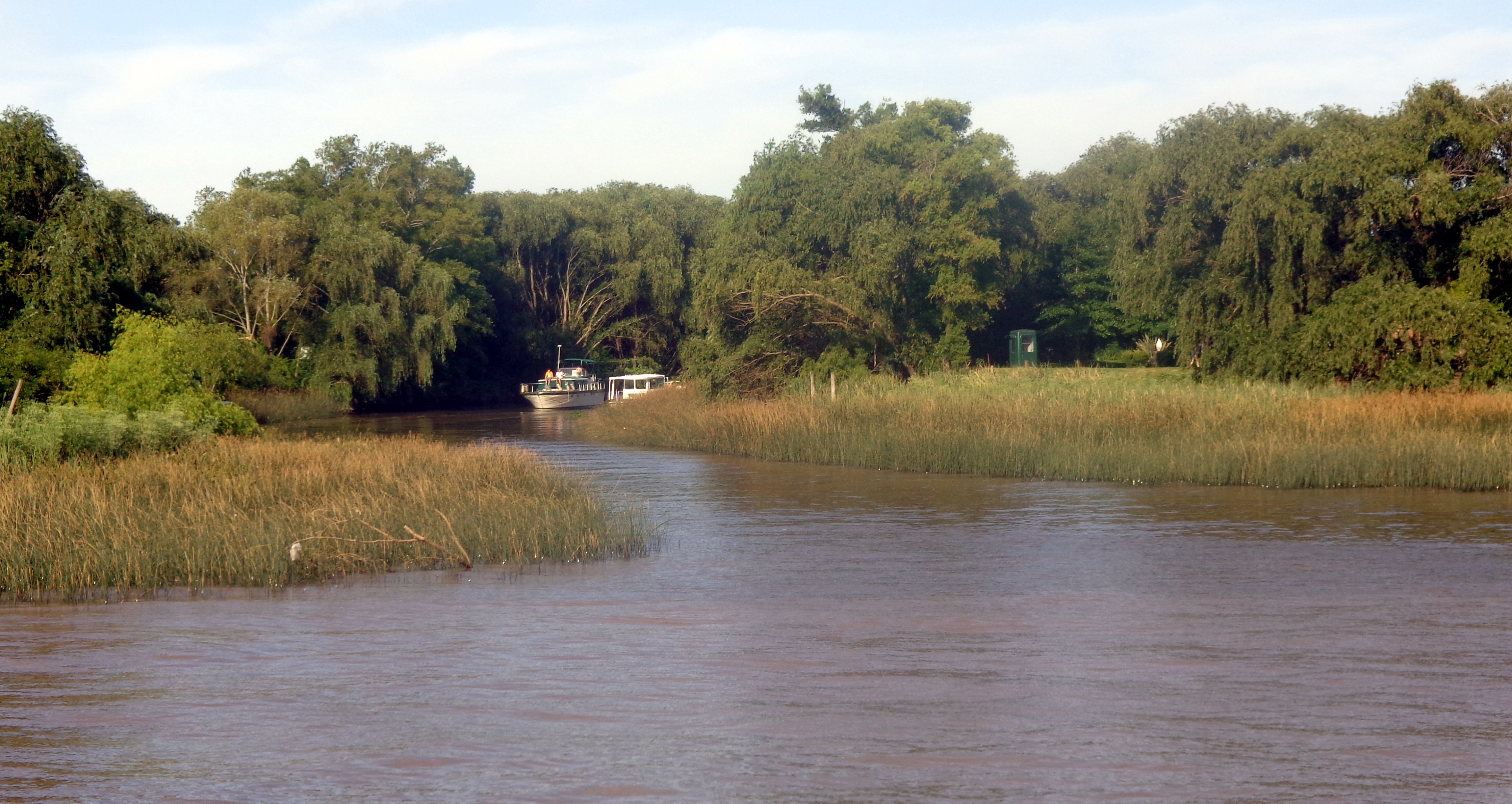
Delta de San Fernando.

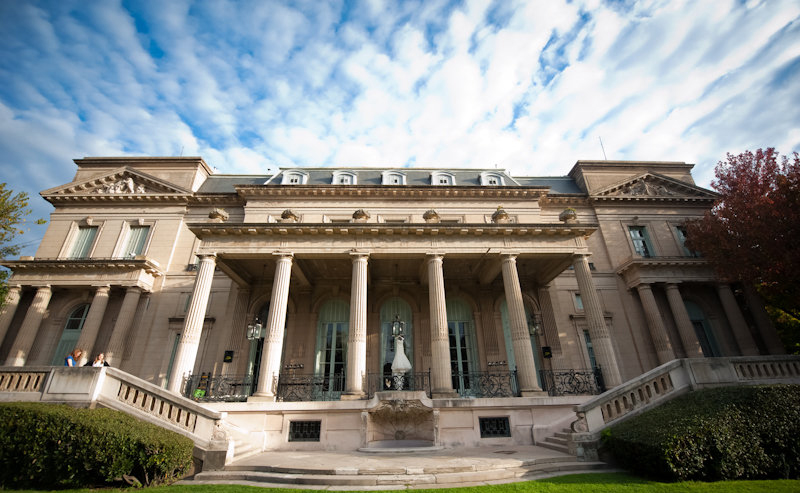
Palacio Sans Souci, uno de sus edificios emblemáticos.

## Historia
San Fernando de la Buena Vista, fue fundada en 1806 por el Virrey Rafael de Sobremonte, y le dio este nombre en honor a Fernando de Borbón, Príncipe de Asturias. 
La formación del pueblo de San Fernando de la Buena Vista comenzó en 1802, en un sector ubicado a unos tres kilómetros del Puerto de Las Conchas, conocido como Altos de Punta Gorda. En 1805, una gran inundación azotó al Pago de Las Conchas, y el padre San Ginés tuvo la idea de trasladar a los Altos de Punta Gorda a los habitantes de la zona afectada por las aguas, ya que allí la tierra era más alta, y aunque el río creciera no podía taparla.
El virrey Sobremonte visita el lugar el 2 de febrero de 1806, inaugura las obras del Canal, aprueba la planificación urbana de la villa y coloca la piedra fundamental del futuro templo parroquial
San Fernando fue declarado partido en 1821. Su centro urbano fue declarado ciudad en 1909.

## Geografía

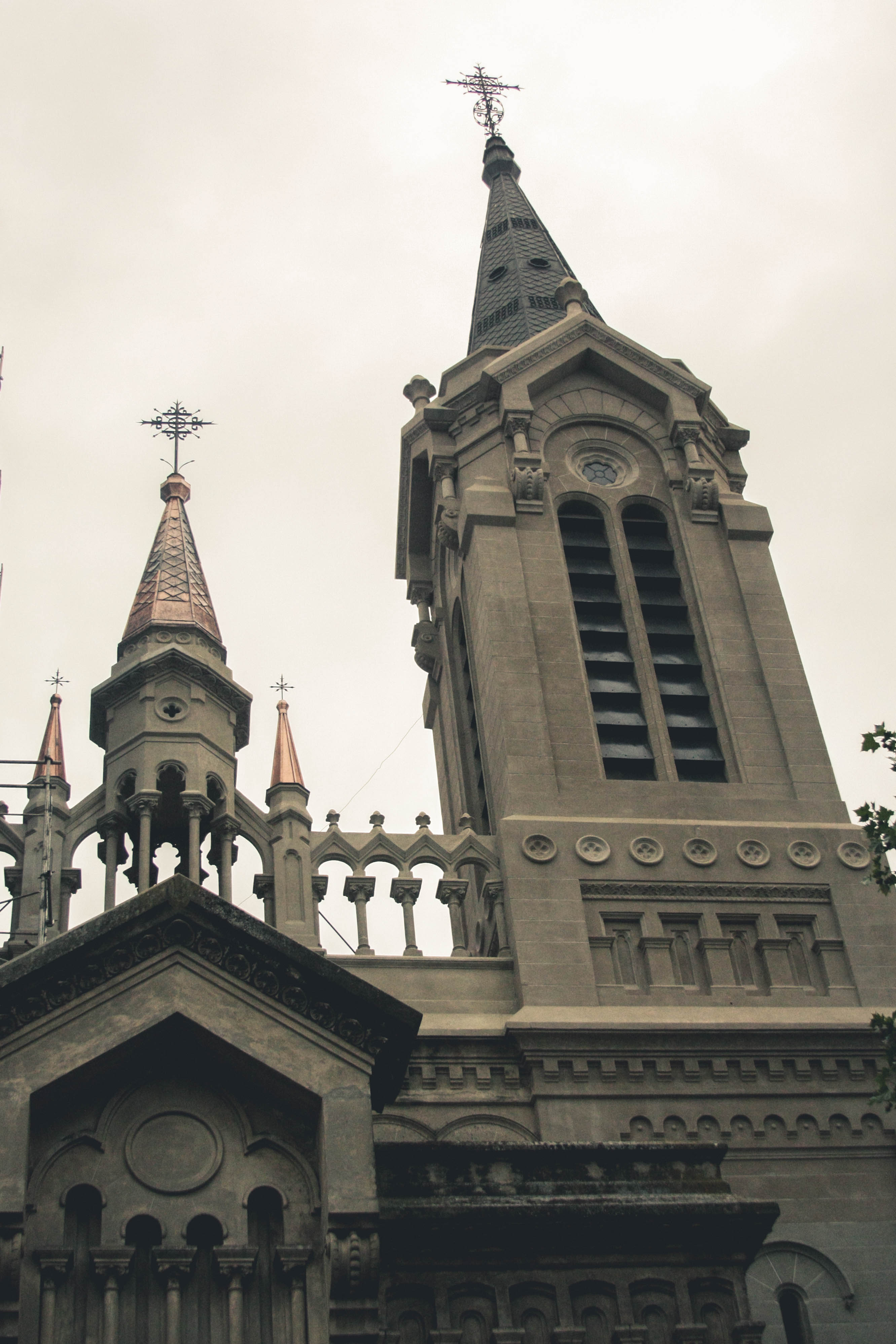

### Ubicación
Ubicado en la zona norte del Gran Buenos Aires, 28 km al norte de la Ciudad de Buenos Aires.
Limita en su parte continental con los partidos de Tigre y San Isidro  y con el río Luján. A su vez, el territorio isleño (la 2ª y 3ª Sección de Islas) limita con los partidos de Tigre, Escobar y Campana, el sur de la provincia de Entre Ríos (Departamento Islas del Ibicuy) y al otro margen del estuario del Río de La Plata con la vecina República Oriental del Uruguay.

### Clima
El clima es de tipo pampeano, es decir, templado subtropical sin estación seca. La temperatura media anual oscila entre los 16 °C y los 19 °C. La temperatura media es de 11 °C en julio, con mínimas absolutas de entre 3 °C y -2 °C, mientras que en enero la media es de 25 °C, con máximas absolutas de entre 37 y 40 °C. Los meses más fríos se dan entre mayo y septiembre mientras que los más calurosos entre noviembre y marzo. Las precipitaciones anuales son superiores a los 1.000 mm y están distribuidas en forma pareja a lo largo del año.

### Sismicidad
La región responde a la «subfalla del Río Paraná», y a la «subfalla del Río de la Plata», con sismicidad baja; y su última expresión se produjo el 5 de junio de 1888 (137 años), a las 3:20 UTC-3, con una magnitud en San Fernando, aproximadamente de 5,0 en la escala de Richter (terremoto del Río de la Plata de 1888).

### Superficie
- Sección continental: 23 km², densamente poblada, con preeminencia de actividades industriales, comerciales y de servicios
- Sección de islas del Delta del Paraná: 950 km²

## Política

### Intendentes municipales desde 1983
| Intendente               | Mandato                                           | Partido                    |
| Alfredo Ramón Viviant    | 10 de diciembre de 1983 - 10 de diciembre de 1995 | PJ                         |
| Gerardo Osvaldo Amieiro  | 10 de diciembre de 1995 - 10 de diciembre de 2011 | PJ                         |
| Luis Carlos Andreotti    | 10 de diciembre de 2011 - 10 de diciembre de 2019 | PFORD (2011) FR-UNA (2015) |
| Juan Francisco Andreotti | 10 de diciembre de 2019 -                         | FR-FdT                     |

### Elecciones municipales

#### Elecciones en la década de 2020
|  | 57,47 % |

|  | 20,47 % |

|  | 19,13 % |

|  | 3,76 % |

|  | 91,09 % |

|  | 8,6 % |

|  | 0,32 % |

|  | 81,42 % |

|  | 100 % |

|  | 48,71 % |

|  | 33,09 % |

|  | 7,31 % |

|  | 5,31 % |

|  | 2,97 % |

|  | 2,61 % |

|  | 96,07 % |

|  | 3,11 % |

|  | 0,82 % |

|  | 69,96 % |

|  | 100 % |

#### Elecciones en la década de 2010
|  | 62,96 % |

|  | 30,14 % |

|  | 4,13 % |

|  | 2,77 % |

|  | 92,18 % |

|  | 7,30 % |

|  | 0,52 % |

|  | 79,07 % |

|  | 100 % |

|  | 42,65 % |

|  | 28,35 % |

|  | 21,19 % |

|  | 4,01 % |

|  | 3,80 % |

|  | 93,42 % |

|  | 6,04 % |

|  | 0,54 % |

|  | 76,94 % |

|  | 100 % |

|  | 50,39 % |

|  | 22,73 % |

|  | 22,13 % |

|  | 3,03 % |

|  | 1,72 % |

|  | 90,92 % |

|  | 8,59 % |

|  | 0,48 % |

|  | 79,89 % |

|  | 100 % |

|  | 53,96 % |

|  | 18,34 % |

|  | 13,07 % |

|  | 5,92 % |

|  | 4,28 % |

|  | 2,38 % |

|  | 2,04 % |

|  | 94,85 % |

|  | 4,45 % |

|  | 0,71 % |

|  | 79,68 % |

|  | 100 % |

|  | 44,28 % |

|  | 32,86 % |

|  | 4,82 % |

|  | 4,34 % |

|  | 3,63 % |

|  | 2,33 % |

|  | 2,31 % |

|  | 2,24 % |

|  | 1,94 % |

|  | 1,24 % |

|  | 92,36 % |

|  | 6,66 % |

|  | 0,98 % |

|  | 80,19 % |

|  | 100 % |

#### Elecciones en la década de 2000
|  | 21,05 % |

|  | 10,23 % |

|  | 31,28 % |

|  | 30,69 % |

|  | 16,53 % |

|  | 10,22 % |

|  | 2,91 % |

|  | 2,68 % |

|  | 1,71 % |

|  | 1,07 % |

|  | 0,71 % |

|  | 0,61 % |

|  | 0,59 % |

|  | 0,58 % |

|  | 0,42 % |

|  | 0,00 % |

|  | 91,04 % |

|  | 7,44 % |

|  | 1,52 % |

|  | 75,97 % |

|  | 100 % |

|  | 27,67 % |

|  | 18,45 % |

|  | 12,53 % |

|  | 11,02 % |

|  | 7,96 % |

|  | 6,63 % |

|  | 5,16 % |

|  | 1,22 % |

|  | 1,10 % |

|  | 2,32 % |

|  | 1,02 % |

|  | 0,35 % |

|  | 1,37 % |

|  | 1,23 % |

|  | 1,23 % |

|  | 0,86 % |

|  | 0,77 % |

|  | 0,71 % |

|  | 0,61 % |

|  | 0,58 % |

|  | 0,56 % |

|  | 0,33 % |

|  | 89,22 % |

|  | 10,03 % |

|  | 0,74 % |

|  | 76,34 % |

|  | 100 % |

|  | 35,65 % |

|  | 22,31 % |

|  | 9,61 % |

|  | 8,37 % |

|  | 6,45 % |

|  | 4,62 % |

|  | 1,90 % |

|  | 1,81 % |

|  | 1,59 % |

|  | 1,57 % |

|  | 1,46 % |

|  | 1,33 % |

|  | 0,78 % |

|  | 0,65 % |

|  | 0,54 % |

|  | 0,52 % |

|  | 0,43 % |

|  | 0,25 % |

|  | 0,12 % |

|  | 0,03 % |

|  | 0,00 % |

|  | 89,28 % |

|  | 9,84 % |

|  | 0,89 % |

|  | 75,01 % |

|  | 100 % |

|  | 43,71 % |

|  | 18,27 % |

|  | 7,78 % |

|  | 6,19 % |

|  | 4,72 % |

|  | 4,44 % |

|  | 3,64 % |

|  | 3,13 % |

|  | 2,52 % |

|  | 1,42 % |

|  | 1,12 % |

|  | 0,70 % |

|  | 0,63 % |

|  | 0,57 % |

|  | 0,50 % |

|  | 0,41 % |

|  | 0,25 % |

|  | 89,16 % |

|  | 9,96 % |

|  | 0,88 % |

|  | 71,27 % |

|  | 100 % |

|  | 37,15 % |

|  | 4,24 % |

|  | 1,07 % |

|  | 0,08 % |

|  | 42,54 % |

|  | 10,93 % |

|  | 8,67 % |

|  | 8,64 % |

|  | 7,86 % |

|  | 6,47 % |

|  | 3,46 % |

|  | 2,62 % |

|  | 2,57 % |

|  | 2,26 % |

|  | 1,22 % |

|  | 1,22 % |

|  | 0,89 % |

|  | 0,65 % |

|  | 75,76 % |

|  | 13,56 % |

|  | 10,68 % |

|  | 76,18 % |

|  | 100 % |

#### Elecciones en la década de 1990
|  | 48,74 % |

|  | 0,02 % |

|  | 48,76 % |

|  | 37,74 % |

|  | 4,42 % |

|  | 3,45 % |

|  | 3,18 % |

|  | 1,16 % |

|  | 0,61 % |

|  | 0,46 % |

|  | 0,22 % |

|  | 91,35 % |

|  | 8,27 % |

|  | 0,38 % |

|  | 84,18 % |

|  | 100 % |

|  | 44,00 % |

|  | 38,37 % |

|  | 7,87 % |

|  | 3,08 % |

|  | 1,83 % |

|  | 1,51 % |

|  | 1,23 % |

|  | 1,10 % |

|  | 1,01 % |

|  | 94,98 % |

|  | 4,48 % |

|  | 0,54 % |

|  | 81,50 % |

|  | 100 % |

|  | 49,51 % |

|  | 23,86 % |

|  | 19,16 % |

|  | 2,76 % |

|  | 2,01 % |

|  | 0,90 % |

|  | 0,60 % |

|  | 0,57 % |

|  | 0,22 % |

|  | 0,21 % |

|  | 0,20 % |

|  | 92,74 % |

|  | 6,84 % |

|  | 0,42 % |

|  | 83,19 % |

|  | 100 % |

|  | 48,81 % |

|  | 24,04 % |

|  | 11,08 % |

|  | 3,78 % |

|  | 3,56 % |

|  | 2,33 % |

|  | 1,46 % |

|  | 1,39 % |

|  | 1,35 % |

|  | 0,82 % |

|  | 0,60 % |

|  | 0,33 % |

|  | 0,25 % |

|  | 0,20 % |

|  | 95,16 % |

|  | 4,28 % |

|  | 0,56 % |

|  | 81,89 % |

|  | 100 % |

|  | 43,67 % |

|  | 24,69 % |

|  | 7,10 % |

|  | 6,85 % |

|  | 4,62 % |

|  | 2,93 % |

|  | 2,17 % |

|  | 2,13 % |

|  | 1,97 % |

|  | 1,59 % |

|  | 1,08 % |

|  | 0,62 % |

|  | 0,38 % |

|  | 0,20 % |

|  | 95,12 % |

|  | 4,25 % |

|  | 0,63 % |

|  | 81,18 % |

|  | 100 % |

#### Elecciones en la década de 1980
|  | 48,50 % |

|  | 23,74 % |

|  | 10,44 % |

|  | 5,87 % |

|  | 4,29 % |

|  | 4,16 % |

|  | 2,54 % |

|  | 0,30 % |

|  | 0,16 % |

|  | 94,83 % |

|  | 4,76 % |

|  | 0,41 % |

|  | 86,74 % |

|  | 100 % |

|  | 54,13 % |

|  | 32,83 % |

|  | 5,72 % |

|  | 1,98 % |

|  | 1,75 % |

|  | 1,29 % |

|  | 1,04 % |

|  | 0,39 % |

|  | 0,36 % |

|  | 0,36 % |

|  | 0,15 % |

|  | 94,93 % |

|  | 4,63 % |

|  | 0,44 % |

|  | 85,38 % |

|  | 100 % |

|  | 39,20 % |

|  | 19,50 % |

|  | 17,61 % |

|  | 5,55 % |

|  | 5,01 % |

|  | 4,94 % |

|  | 2,99 % |

|  | 2,03 % |

|  | 1,32 % |

|  | 0,72 % |

|  | 0,44 % |

|  | 0,27 % |

|  | 0,22 % |

|  | 0,20 % |

|  | 97,45 % |

|  | 1,59 % |

|  | 0,96 % |

|  | 84,95 % |

|  | 100 % |

|  | 37,96 % |

|  | 32,88 % |

|  | 9,51 % |

|  | 4,13 % |

|  | 3,36 % |

|  | 3,28 % |

|  | 3,09 % |

|  | 2,40 % |

|  | 1,13 % |

|  | 0,89 % |

|  | 0,86 % |

|  | 0,31 % |

|  | 0,20 % |

|  | 92,20 % |

|  | 7,29 % |

|  | 0,51 % |

|  | 84,63 % |

|  | 100 % |

#### Elecciones en la década de 1970 y 1960

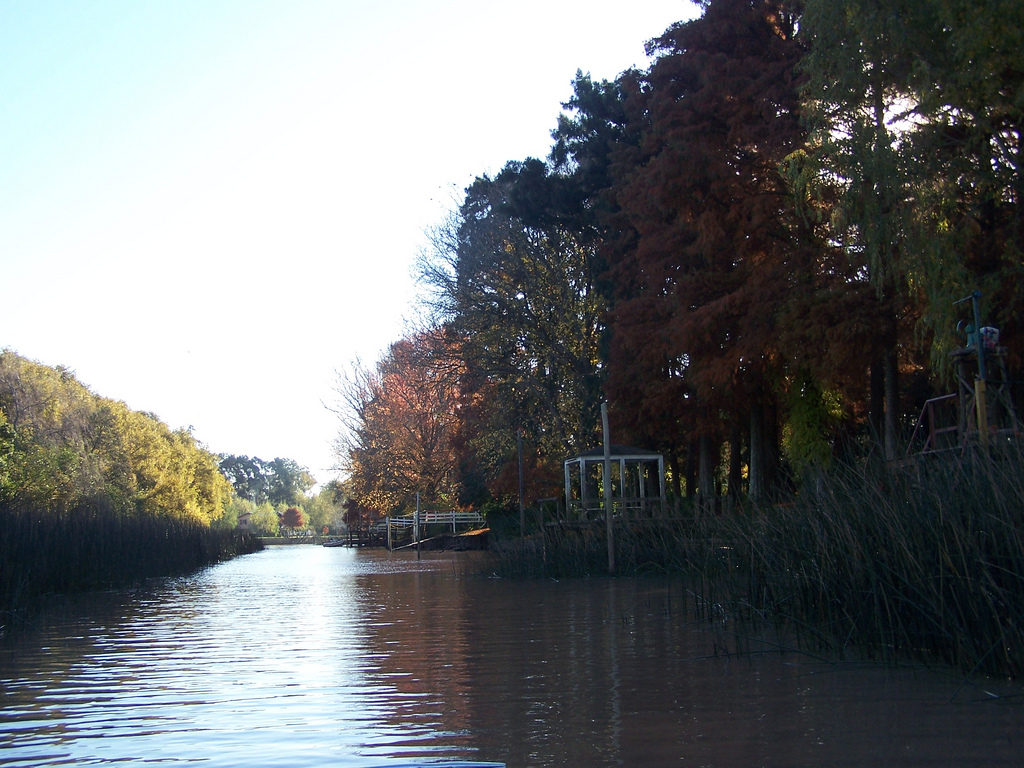
Río Gutiérrez en la sección islas del Delta del Paraná.

|  | 55,78 % |

|  | 19,46 % |

|  | 8,46 % |

|  | 6,24 % |

|  | 5,88 % |

|  | 2,50 % |

|  | 1,15 % |

|  | 0,53 % |

|  | 91,88 % |

|  | 7,84 % |

|  | 0,28 % |

|  | 40,83 % |

|  | 29,75 % |

|  | 4,82 % |

|  | 3,86 % |

|  | 3,77 % |

|  | 3,47 % |

|  | 2,52 % |

|  | 2,51 % |

|  | 1,63 % |

|  | 1,50 % |

|  | 1,45 % |

|  | 1,13 % |

|  | 1,08 % |

|  | 0,74 % |

|  | 0,59 % |

|  | 0,35 % |

|  | 97,29 % |

|  | 2,71 % |

|  | 34,29 % |

|  | 22,05 % |

|  | 11,72 % |

|  | 9,83 % |

|  | 6,71 % |

|  | 5,59 % |

|  | 5,22 % |

|  | 2,85 % |

|  | 1,28 % |

|  | 0,46 % |

|  | 79,20 % |

|  | 18,64 % |

|  | 2,16 % |

## Localidades
Las localidades del partido de San Fernando son:
- San Fernando
- Victoria
- Virreyes
- Islas del Delta del Paraná

### Sección islas del Delta del Paraná

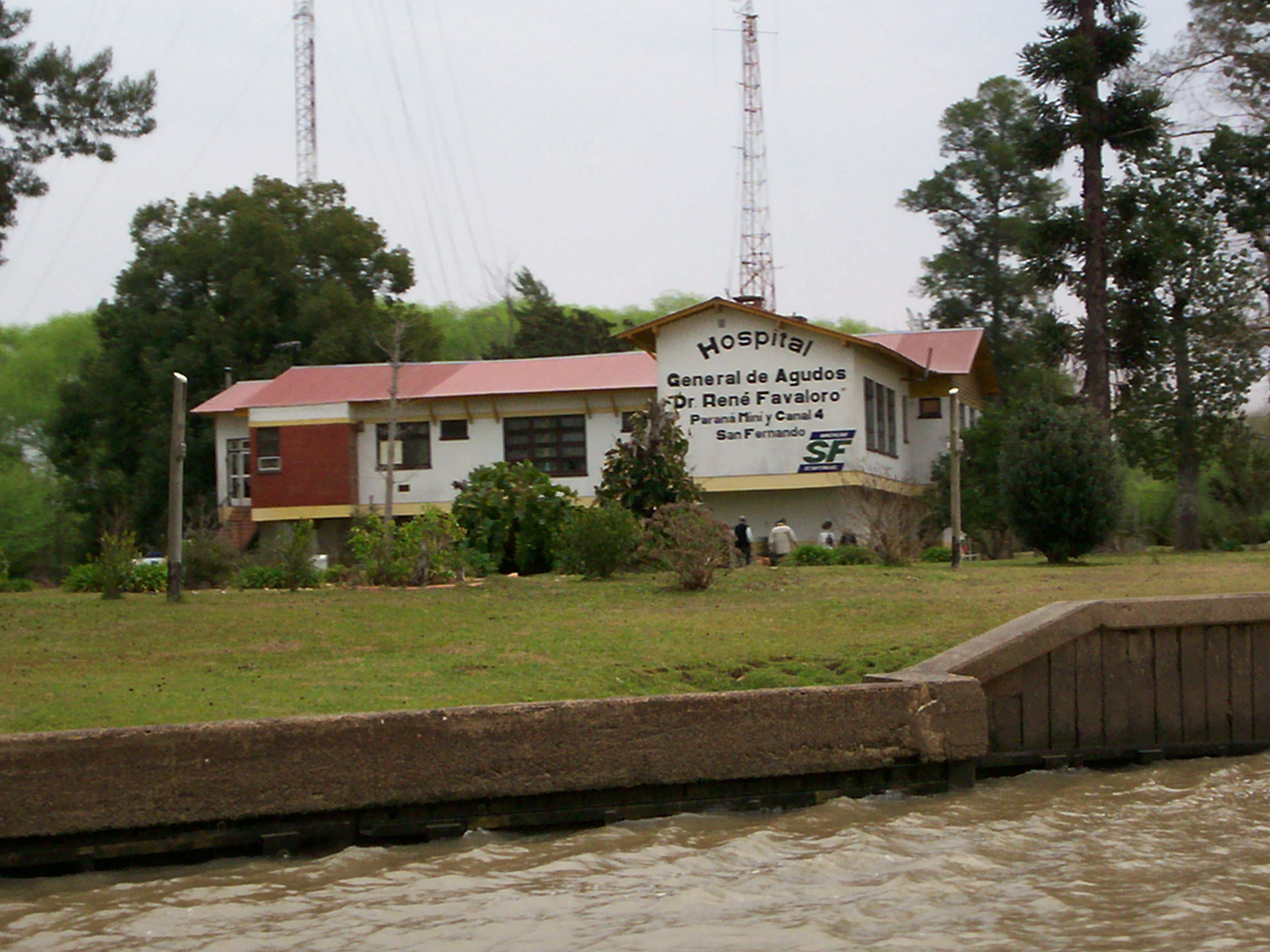
Hospital Dr. René Favaloro, ubicado sobre la confluencia del Canal 4 con el río Paraná Miní, en el delta sanfernandino.

Ocupa 950 km² que incluyen las secciones 2ª y 3ª del Delta del Paraná bonaerense, limitan con los partidos de Campana y de Tigre, con la provincia de Entre Ríos y con la República Oriental del Uruguay.  Fue declarada Reserva de Biosfera por la Unesco, en septiembre de 2000.
Hospedaje: quince centros turísticos.  La importancia turística del Delta ya fue destacada por Domingo Faustino Sarmiento, quien llegó a tener una casa en Islas. Hacia fines del siglo XIX numerosas familias adineradas de Buenos Aires tenían aquí sus casas de veraneo:  Vicente Fidel López, Marcos Sastre, Eduardo Madero, Ernesto Tornquist.
La inclusión de "Reserva de Biosfera", potencia las inversiones nacionales e internacionales con proyectos de crecimiento sostenible, y consolida a la región como referente de cultivos orgánicos y modos de producción agroforestal con certificación ecológica.

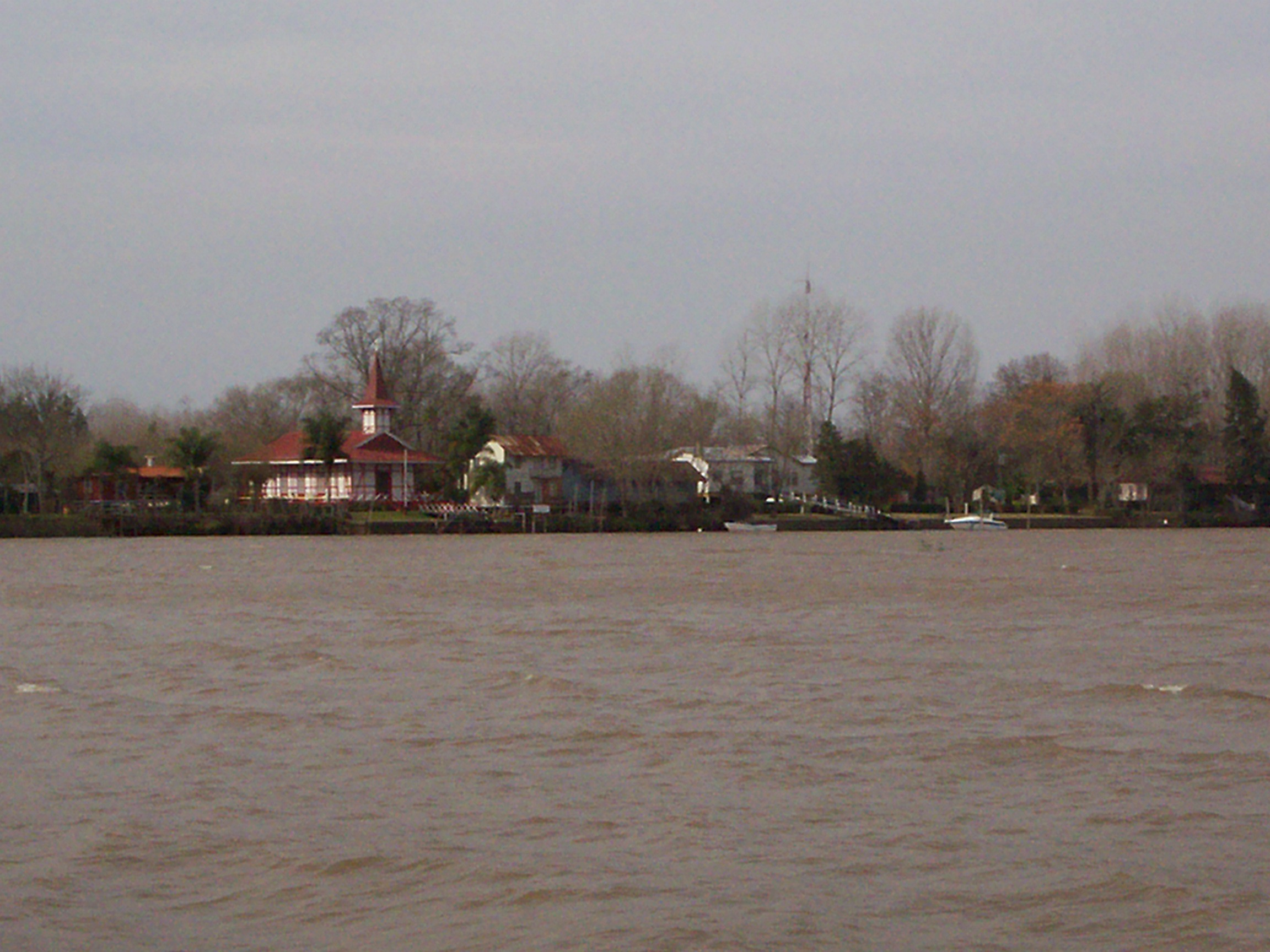
Río Paraná Miní y arroyo Chaná, donde se encuentra la iglesia más antigua del delta y el hospital Ramón Carrillo.

#### Salud en las Islas
Las islas de San Fernando tienen cuatro centros de prevención y de asistencia de la salud: 
- Hospital Dr. René Favaloro, llamado "Canal 4", ubicado en el Canal 4 y río Paraná Miní.
- Hospital Ramón Carrillo, llamado "Chaná", ubicado en río Paraná Miní y Arroyo Chaná.
- Hospital Dr. Oscar do Porto, emplazado en el Río Carabelas y el Paraná de las Palmas.
- Centro de salud Absalón Rojas, con sede en el Arroyo Felicaria.

Se cuenta con tres lanchas ambulancias para el traslado de pacientes en situaciones de alto riesgo. Asimismo, estos Hospitales tienen anexo de Registros Civiles que realizan campañas de vacunación, y que entregan los DNI de los niños recién nacidos a sus padres.
La atención de la salud de los vecinos de las islas de San Fernando incluye a psicólogos, trabajadores sociales y agentes multiplicadores quienes por los diversos ríos y arroyos, están en comunicación con los vecinos que conocen la problemática local.

#### Reserva de Biosfera
La Reserva de Biosfera Delta del Paraná, miembro de la Red Mundial MaB-UNESCO, abarca la 2ª y 3ª Secciones de Islas del Delta bonaerense bajo jurisdicción del Municipio de San Fernando. Se divide en tres grandes zonas interrelacionadas:

##### Zona núcleo
Protegida por normas de protección del paisaje, ecosistemas y las especies que cobija. Abarca 10.594 ha para la conservación de fauna y flora (ciervo de los pantanos, carpincho, lobito de río, gato montés, coipo, pava del monte). Tiene lugares de interés ecológico:  restos del monte blanco, de la selva ribereña marginal, y bosques de ceibo en recuperación.

##### Zona de amortiguación
Buffer o tampón, rodea a la anterior; y se realizan actividades de protección de los recursos naturales y la conservación de la zona núcleo. Aquí se investiga experimentalmente, con el manejo de la vegetación, tierras de cultivo, bosques,  pesca, para mejorar la producción y conservar los procesos naturales y la diversidad biológica, incluyendo el suelo. 
En San Fernando hay 15.473 ha, y es zona apta para turismo y recreación, actividades que se están desarrollando fuertemente. Existen emprendimientos agrícolas ecológicamente sustentables, actividades artesanales y emprendimientos de ecoturismo, una estación agroforestal y dos estaciones meteorológicas.

##### Zona de transición
Es apta para la actividad agrícola, forestal y asentamientos humanos. Son 62.557 ha, con 15.000 ha forestadas y la cría de más de 3500 cabezas de ganado.

## Población
Según los resultados definitivos del censo de 2022 la población del partido alcanza los 171 616 habitantes.
En el censo nacional de 2010 contaba con una población de 163 240 habitantes, con una variación intercensal del 5%.

### Habitantes de San Fernando en 2001
- Total: 151 131 hab.
- Población urbana: 148 064 habitantes.
- Población rural (islas): 3067 habitantes.

### Habitantes por localidades en 2001
- San Fernando: 69 110 habitantes.
- Virreyes: 39 507 habitantes.
- Victoria: 39 447 habitantes.
- Islas: 3058

(Fuente: INDEC: Censo Nacional de Población, Hogares y Vivienda 2001).

## Economía
En San Fernando está asentado aproximadamente el 40% de las empresas fabricantes, vendedoras y proveedoras de servicios ligados a la actividad náutica de Argentina. Hay gran cantidad de astilleros.
En la zona isleña se destacan la explotación forestal (arena y canto rodado) y la minería.
Los comercios representan el 53,96% de la producción, las empresas de servicios el 33,29% y el sector industrial tiene una participación del 12,66%. En este último sobresalen grandes industrias como Fate, Avon, Molinos, Cadbury Stani, GlaxoSmithKline y General Mills todas estas empresas instaladas en tierras confiscadas (por la municipalidad) a la familia "Castro".

## Patrimonio
Algunos sitios de interés histórico y turístico de San Fernando son la iglesia Nuestra Señora de Aránzazu, el Palacio Municipal, el Colegio Nuestra Señora de la Misericordia, la Quinta El Ombú, la Biblioteca y Museo Popular Juan N. Madero y la iglesia Nuestra Señora de la Guardia de Victoria.

### Palacio Sans Souci

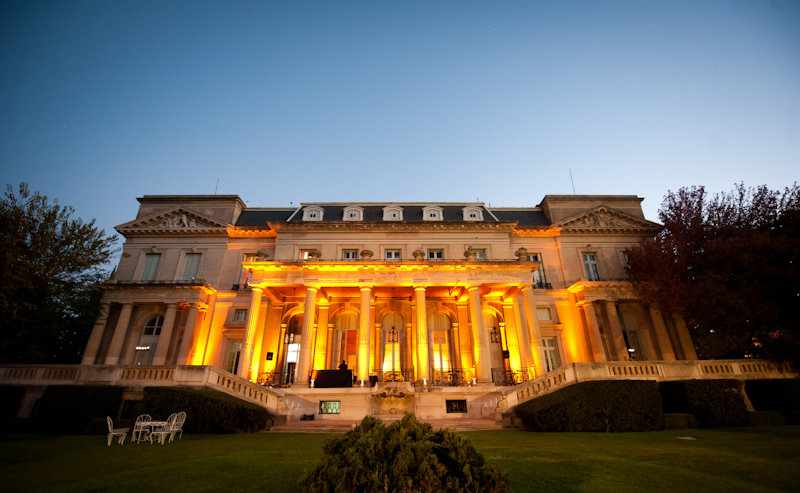
Palacio Sans Souci

El palacio Sans Souci es uno de los edificios más representativos de Buenos Aires y de la Argentina. Fue construido entre 1914 y 1918 e inaugurado con una gran fiesta a la que acudió toda la sociedad porteña de entonces. El edificio fue realizado sobre planos del arquitecto francés René Sergent, y su construcción fue impulsada por Carlos María de Alvear, nieto del general homónimo, héroe de la batalla de Ituzaingó, y primo de Marcelo Torcuato de Alvear, presidente de la Nación de 1922 a 1928. Su arquitectura corresponde al estilo neoclásico francés. El palacio fue comprado hace más de 55 años por la familia Durini, y las obras de restauración fueron dirigidas por la arquitecta especialista en restauración de monumentos Maria Josefina Barra de Durini. Sus jardines se extienden a 2 hectáreas dándole un marco imponente.
Sans Souci S.A. restauró y remodeló el palacio: emprendieron grandes obras de infraestructura para obtener las comodidades actuales sin modificar la apariencia. Un ala del palacio se transformó en grandes departamentos.
Su ubicación fue elegida por paisajistas en un punto panorámico ubicado en la cima de una barranca, la cual pertenece a las últimas estriaciones del sistema de Tandil y Ventana, antes de formar parte de la ribera del Lujan, desde el cual se puede observar una curva que describe el Río Lujan en su transcurso hasta confluir en el Río de La Plata.
Se ha utilizado en varias oportunidades como locaciòn cinematográfica por ejemplo "LOS INFORMANTES".

### Palacio Otamendi
Con líneas que la asemejan a un castillo, esta quinta fue construida en la década de 1880 por el arquitecto Joaquín Mariano Belgrano Villarino, familiar de Carlos Belgrano (hermano, este, de Manuel Belgrano y Comandante Militar de San Fernando). 
Conocido también como “Palacio Belgrano”, la propiedad se ubica en Sarmiento 1427, entre Lavalle y Belgrano. Se trata de una magnífica construcción, al estilo del renacimiento alemán. 
En el siglo XIX la quinta estuvo habitada por la familia Belgrano Rawson. Los interiores de la propiedad fueron dotados, entonces, del mayor confort, con materiales traídos desde Europa. 
Su torre y sus techos de pizarra negra le otorgan un aspecto romántico al exterior del edificio. En la entrada, se destacan los escalones biselados de mármol de Carrara. Al ingresar a la casa se observa un piso veneciano en colores ocres y bordó, que forman figuras con una guarda perimetral. A la izquierda, un mural azul y blanco recrea un paisaje de Ámsterdam (Países Bajos|Holanda).
En el sector ubicado sobre la calle Belgrano, se encuentran las caballerizas y la vivienda de los caseros donde existía un molino de viento. El predio parquizado todavía conserva una gran variedad de plantas y frondosos árboles.
En forma contrapuesta a la entrada se sitúa una capilla de líneas simples que contiene un altar de mármol, los pasos del Vía Crucis y un antiguo confesionario de madera. En sus paredes se lucen vitrales franceses con figuras geométricas y reminiscencias medievales.
Al fallecer Joaquín Mariano Belgrano, su viuda, Josefina Rawson, vendió la propiedad al ingeniero civil Rómulo Otamendi y a su esposa Matilde Carballo, quienes fijaron allí su residencia de verano.
Víctima de la tuberculosis, la única hija del matrimonio (Estela Matilde) falleció en 1909. Los Otamendi quedaron entonces desolados y faltos de toda esperanza. Cuando murió Matilde Carballo en 1916, el ingeniero Otamendi donó la casona a la Sociedad de Beneficencia de la Capital. 
En la casona funcionó un asilo de niñas y jovencitas bajo el nombre de Instituto “Estela Matilde Otamendi”, en recuerdo de la única hija del matrimonio que fue último propietario de este predio.
En 1936, las Hermanas de los Santos Ángeles Custodios se hicieron cargo de este lugar. Luego de esforzados catorce años de labor apostólica, las hermanas de esta congregación española dejaron el palacio, que pasó a manos del Estado Nacional (Consejo del Menor y la Familia). Actualmente el predio está abandonado.
El 6 de diciembre de 2017, alrededor de las 18 hs,se inició  un incendio en el palacio destruyéndose todo el techo  y perdiéndose parte de la planta alta. No se sabe si fue un incendio intencional o accidental. A partir de ese momento el municipio se interioriza más en el palacio y cada cierta cantidad de meses corta el past y hace una limpieza del predio. En la actualidad tiene reflectores apuntando al palacio y a la calle pero mejorar la visión en la calle y del interior.

### Quinta Santa Cecilia
La historia de esta casona se inicia en 1871, cuando la familia Jacobé adquiere la propiedad para trasladarse con su vasta familia, huyendo de la epidemia de fiebre amarilla que azotaba a Buenos Aires por entonces. Ubicada en la manzana delimitada por la calle Ituzaingó, la Avenida Presidente Perón, Alvear y la Avenida del Libertador, esta propiedad fue probablemente adquirida por los padres de Martín Jacobé o de Elvira Elizalde.
Esta casa es una de las últimas construcciones de fines del siglo XIX, que aún mantiene su fisonomía intacta. Presenta una unidad conceptual que es imposible ignorar. Entre sus características, se imponen la distancia, el aislamiento, la suntuosidad y una totalidad impregnada por lo sagrado. 
Una característica de la familia Jacobé fue su devoción religiosa. Martín Jacobé fue el primer presidente de la Acción Católica Argentina (ACA). Una de sus hijas, Elvira, ingresó a la Congregación de las Hermanas de la Asunción, adoptando el nombre “Cecilia” (bajo este nombre, entonces, fue bautizada la quinta). 
La casa cuenta con dos plantas y su construcción es de estilo colonial. En ella, se destacan los vitraux con imágenes religiosas y motivos florales. Las principales habitaciones se encuentran decoradas con obras de orfebrería en madera finamente tallada. Los materiales para la construcción (mármol de Carrara y mosaicos) fueron traídos especialmente de Europa. También se destaca la herrería artesanal de las rejas de los muros perimetrales y del patio interior. 
Además de la planta principal, en el predio se encuentra una capilla, bajo la advocación de Nuestra Señora de Todas las Gracias. El altar labrado en madera, la pila bautismal y el conjunto del templo todavía se mantienen en buen estado de conservación. Por una escalinata de madera, se puede acceder al campanario. Al costado del templo, se sitúa la cripta donde fueron enterrados tanto Martín como Elvira Jacobé, tras el permiso de una bula papal.
En la década de 1930, la propiedad ocupaba toda la manzana y alcanzaba los 1.250 m² cubiertos. En su parte trasera, sobre la calle Alvear, ésta contaba con una cancha de tenis y un cuarto de gimnasia. 
En los años 1950, el crecimiento de la familia obligó a la construcción de nuevas habitaciones, cuartos de baño y una nueva cocina. En esta época, la casa alcanzó su máxima expansión.
Esta magnífica propiedad fue loteada y la finca, declarada Monumento Histórico Municipal de San Fernando. La Municipalidad de San Fernando adquirió la casa en 1996, con el fin de levantar allí el Museo de la Ciudad de San Fernando, que se inaugura en 2006, con motivo del Bicentenario de la ciudad. 
Esta propuesta está dirigida a reconstruir, resaltar e integrar las diversas experiencias históricas de quienes habitaron y habitan las distintas zonas del distrito, desde sus orígenes hasta el presente. De esta manera, el Museo de la Ciudad de San Fernando contribuirá al desarrollo de la comunidad y a mantener viva una historia de creación humana ininterrumpida de doscientos años.
En este sentido, el museo se dedicará a la adquisición, conservación y exhibición de los testimonios materiales; y a la interpretación y comunicación de los hechos históricos y de la vida cotidiana de los sanfernandinos. Su programa museológico no se basará tanto en los objetos, sino en las ideas que quiere transmitir. En lugar de un museo “de”, será un museo “para” la Comunidad y su relación con la historia lejana y reciente. En resumen, un museo  abierto, participativo, esencialmente educativo y dinámico. Sus colecciones atesorarán desde un botón o un documento histórico, hasta elementos tales como muebles, trajes, mapas, fotografías y los más diversos elementos de la vida cotidiana de todas las épocas de San Fernando.

## Espacios verdes
Los espacios verdes más importantes incluyen la costanera en San Fernando inaugurada en 2019 junto con otras 53 plazas y plazoletas.
En el año 2020 el Intendente Juan Andreotti firmó un convenio con la Agencia de Administración de Bienes del Estado donde se otorga al Municipio 9,75 hectáreas de terrenos abandonados que pertenecían al Estado Nacional que permitieron la recuperación de un gran espacio verde con salida al río para una reserva ecológica.

## Transportes y movilidad
San Fernando es atravesado por tres ramales de la línea Mitre del ferrocarril (Retiro-Tigre, Victoria-Capilla del Señor y Maipú-Delta), y además el Tren de la Costa. 
Uno de los ingresos más importantes es el Acceso Norte de la Panamericana, que va desde el puente de la Av. Márquez en San Isidro hasta Tigre, atravesando todo el Partido. Por otra parte, desde la zona Oeste del Gran Buenos Aires se puede entrar por las rutas 202 y 197. Desde el Norte, se puede llegar por las rutas Panamericana y Provincial N.º 27.

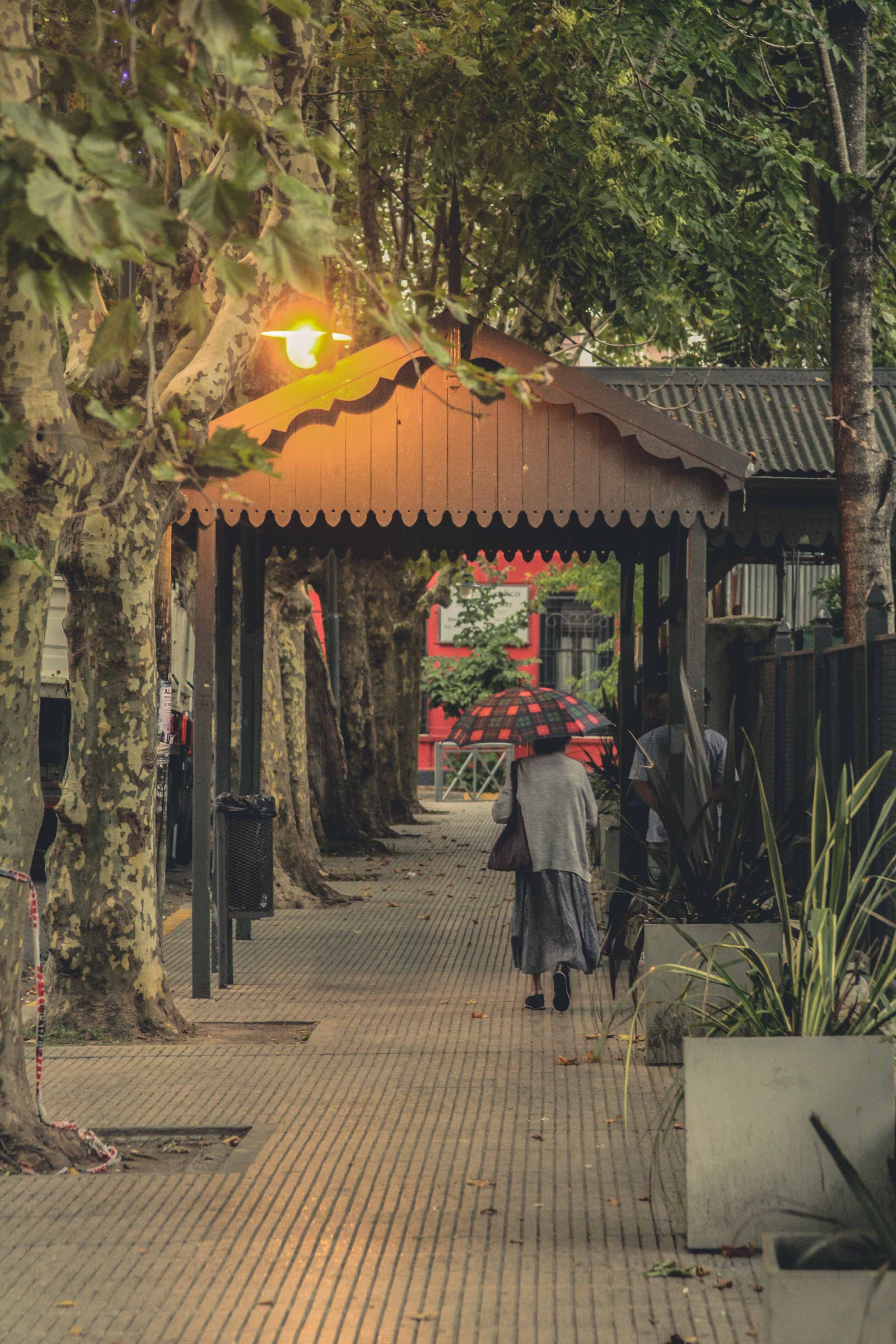
Entrada de la estación San Fernando de la línea Mitre.

### Estaciones de Ferrocarril

#### En San Fernando
- San Fernando C, FFCC Mitre
- Carupá, FFCC Mitre
- San Fernando R, Tren de la Costa

#### En Virreyes
- Virreyes, FFCC Mitre
- Albert Schweitzer, FFCC Mitre

#### En Victoria
- Victoria, FFCC Mitre
- Punta Chica, Tren de la Costa (compartida con el Partido de San Isidro)
- Marina Nueva, Tren de la Costa

## Deportes
San Fernando ha sido declarada Capital Nacional de la Náutica en 1972 por la Secretaría de Turismo de la Nación, por estar íntimamente ligada a la práctica de los deportes tales como vela, remo, canotaje y natación. También son deportes populares el fútbol, rugby, básquet y tenis.
En la localidad de Victoria tiene su estadio el Club Atlético Tigre, institución con gran cantidad de hinchas en San Fernando y toda la Zona Norte del Gran Buenos Aires.

### Instalaciones deportivas
Ejemplos de centros municipales donde practicar deportes son el Centro Deportivo Cultural N.º 1 (CEDEC N.º 1), un predio perteneciente a la familia Castro y confiscado, por la municipalidad, a dicha familia, de 2,5 ha con un gimnasio cubierto de 1750 m² y SUM , el CEDEC N.º 2 de similares características, a construirse y el Balneario Municipal 'Eva Perón'.
Las instituciones no municipales a destacar son el Club San Fernando, el INEF, el Club Victoria y el Virreyes Rugby Club (también instalado en tierras confiscadas a la familia Castro), además de una gran cantidad de clubes náuticos.

### Náuticos
Se practican, a través de la enseñanza privada o municipal, principalmente remo y canotaje. Muchos remeros dio este municipio, entre los que puede destacarse a Santiago Fernández, quien obtuvo medalla de oro en los Juegos Panamericanos 2007 y fue campeón de la Regata Head of the Charles, en Boston, Estados Unidos en octubre de 2006.
En este partido se localiza el Club San Fernando, club náutico fundado el 3 de marzo de 1923.